# Marcel Gadacz

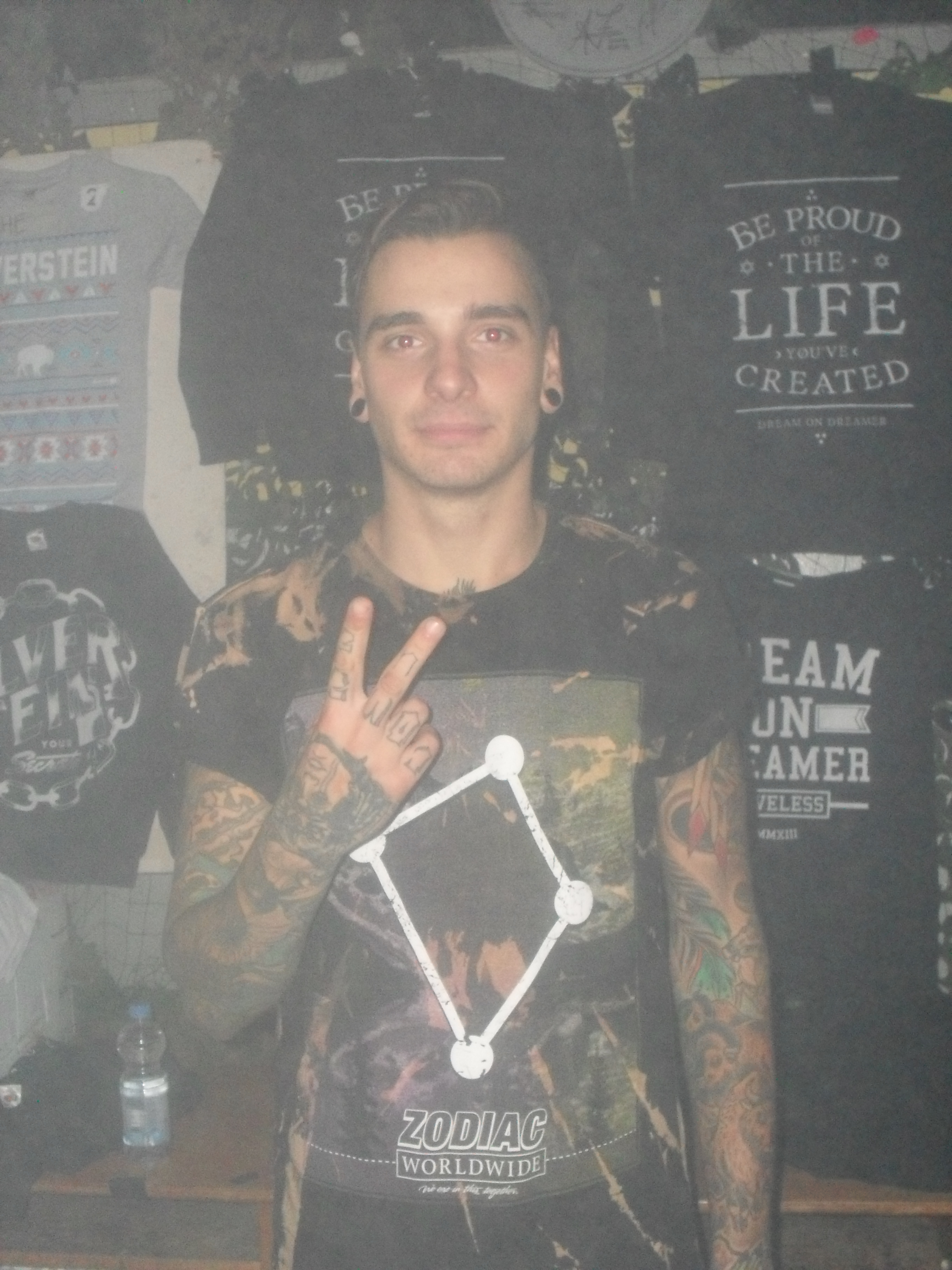
Marcel Gadacz (2013)

Marcel Gadacz (* 13. Mai 1988 in Berlin) ist ein deutscher Rock- und Metalmusiker.
Er ist Sänger der australischen Post-Hardcore-Band Dream On, Dreamer und war von 2006 bis 2009 Sänger in der Deathcore-Band State of East London aus Melbourne.

## Karriere
Marcel Gadacz wurde am 13. Mai 1988 in Berlin geboren und verbrachte seine Kindheit in Finsterwalde (Niederlausitz). Er hat einen diplomierten Abschluss in Grafikdesign. 2006 zog er nach Melbourne, wo er sich der Deathcore-Band State of East London als Sänger anschloss. Mit dieser brachte er die EP Animasitas heraus, welche einen großen Erfolg für die Band darstellte.
2009 wurde er durch Jason Davies ersetzt. Daraufhin gründete er im gleichen Jahr die Band Dream On, Dreamer, in welcher er ebenfalls als Sänger aktiv ist. Mit Dream On, Dreamer brachte er bereits zwei EPs und drei Alben heraus. Er entwarf das Cover für das 2013 erschienene Album Loveless und schrieb alle Songtexte. Beide Alben erreichten Charteinstiege in Australien.
Auch war Gadacz – mit anderen heutigen Dream On, Dreamer-Musikern – in der Hardcore-Punk-Band Francis Dolarhyde aktiv. Die Gruppe existierte zwischen 2006 und 2009 und brachte mit Viaears (2008) eine professionell aufgenommene EP heraus. Seine erste Band hieß The Diary Drama.
Für das 2016 veröffentlichte Album Gravity der Metalcore-Band Caliban entwarf Gadacz das Frontcover und nahm einen Gesangspart im Stück Inferno ein.

## Einflüsse
Gadacz ist ein Fan von Progressive Metal und Melodic Hardcore. Zu seinen Lieblingsbands zählt er Cult of Luna, Poison the Well und The Getaway Plan.
Seine Songtexte sind in einer sehr persönlichen Basis geschrieben und behandeln zumeist persönliche Erfahrungen.

## Veröffentlichungen

### Mit Francis Dolarhyde
- 2008: Viaears (EP, Eigenproduktion)

### MitState of East London
- 2008: Animasitas (EP, Eigenproduktion)

### MitDream On, Dreamer
- 2009: Set Sail, Armada (EP, Eigenproduktion)
- 2010: Hope (EP, Boomtown)
- 2011: Heartbound (Album, UNFD)
- 2013: Loveless (Album, UNFD)
- 2015: Songs of Soulitude (Album, Eigenproduktion)